# Leslie Rogers Tomlinson
Leslie Rogers Tomlinson (Mildura, 27 de agosto de 1943) é um ministro australiano e bispo católico romano emérito de Sandhurst.
O bispo de Ballarat, Ronald Austin Mulkearns, ordenou-o sacerdote em 18 de agosto de 1972.
Papa Bento XVI nomeou-o em 5 de maio de 2009 Bispo Titular de Sinitis e Bispo Auxiliar de Melbourne. O Arcebispo de Melbourne, Denis James Hart, o consagrou em 17 de junho do mesmo ano; Os co-consagradores foram Ronald Austin Mulkearns, ex-bispo de Ballarat, e o arcebispo Giuseppe Lazzarotto, núncio apostólico na Austrália.
Foi nomeado Bispo de Sandhurst em 3 de fevereiro de 2012 e empossado em 1º de março do mesmo ano. O Papa Francisco aceitou sua aposentadoria em 23 de julho de 2019.